# Dixence
Il Dixence è un fiume lungo circa 11,5 km nelle Alpi Pennine nel Canton Vallese in Svizzera.
Nasce dal lago di Dix, alimentato da numerosi ruscelli di montagna. Dopo circa 11,5 km il fiume sfocia nel Borgne, che si apre poi nel Rodano.
La parte superiore della sua valle  è la valle di Dix mentre la parte più bassa è la Val d'Hérémence. Il corso del fiume è interamente compreso nel comune di Hérémence.